# Lijst van staten in het Heilige Roomse Rijk (T)
Dit is een lijst van staten in het Heilige Roomse Rijk die beginnen met de letter T.
| Naam | Type                                                   | Kreits             | Bank | Ontstaan          | Notities |
| --- | ------------------------------------------------------ | ------------------ | ---- | ----------------- | --- |
| Tanegg | Voogdij                                                |                    |      |                   | |
| Tarasp (Trasp) | HRR heerlijkheid                                       | Aust               |      |                   | 1512: Oostenrijkse kreits 1683: Naar de vorsten van Dietrichstein |
| Teck | Hertogdom                                              | Swab               |      |                   | 1381: Verkocht hun land aan de vorsten van Württemberg; de titel van hertog van Teck was in 1495 de basis voor de verheffing van het graafschap Wurttemberg tot een hertogdom |
| Tecklenburg | Graafschap                                             | Low Rhen           | WE   | Vroege 11de eeuw  | 1189: Simon van Tecklenburg verwerft de heerlijkheid Ibbenburen 1263: Aangesloten bij Bentheim 1327-1557: Naar de graven van Schwerin 1365: Verwerven de heerlijkheid Rheda 1385: verwerft de heerlijkheid Iburg 1493: Verdeeld in Tecklenburg (met Rheda) en Lingen 1557: Tecklenburg en Rheda bij Bentheim 1696: Tecklenburg bij Solms-Braunfels 1707: Solms-Braunfels verkocht de rechten aan Brandenburg 1808: Bij het groothertogdom Berg 1810: Bij Frankrijk 1815: Bij Pruisen |
| Tettnang en Argen | HRR graafschap                                         |                    |      |                   | 882: eerste vermelding van Tettnang |
| Thannhausen | Heerlijkheid 1665: HRR graafschap                      |                    |      |                   | 1708: verworven door Stadion Bij Sinzendorf |
| Thengen (Tengen) | Heerlijkheid 1663: HRR graafschap                      | Swab               |      |                   | Bij de Habsburgse domeinen in Zwaben 1663: Naar de vorst van Auersperg wat hem een plaats gaf in de Reichstag |
| Thorn | 992: Abdij 1292: Keizerlijke prins-abdij               | Keur-Rijnse Kreits |      | 992               | 1793: Raad van vorsten 1795: Aangesloten bij Frankrijk 1815: Bij Nederland |
| Thüngen | Heerlijkheid                                           |                    |      |                   | |
| Thurgau | Landgraafschap                                         |                    |      |                   | |
| Thuringia | 1130: Landgraafschap                                   |                    |      |                   | 1247: Mannelijke lijn sterft uit |
| Thurn und Taxis HRR vorst van Thurn & Taxis, vorst van Buchau, prinsgraaf van Friedberg & Sheer, graaf van Valsassina/Valle-Sassina, baron van Impden, heer van de vrije keizerlijke heerlijkheden Eglingen & Osterhofen, de heerlijkheden Demmingen, Markt-Dischingen, Trugenhofen, Ballmertshofen, Duttenstein, Wolfertheim, Rossum & Meusseghem | 1608: HRR baronie 1624: HRR graaf 1695: HRR vorstendom |                    |      |                   | 1512: Verheven in de adelstand door keizer Maximiliaan I (bevestigd in 1534 door keizer Karel V) 1512: Bij de Keur-Rijnse Kreits 1615: Lamoral von Taxis aangeduid door de heraldiek als keizerlijke postmeester. 1681: Kreeg de titel van vorst aan het Spaanse hof Verkreeg Eglingen 1754: HRR Raad van vorsten |
| Thurnau | Heerlijkheid                                           |                    |      |                   | |
| Toggenburg | 1209: Graafschap                                       |                    |      |                   | 1044: Eerste vermelding van de Toggenburg 1394: Verdeling 1468: Verkocht aan de Abdij van Sankt Gallen |
| Toul | 300's: Bisdom                                          | Upp Rhen           |      | 1048              | 1552: Aangesloten bij Frankrijk 1648: Formeel afgestaan aan Frankrijk |
| Toul | Keizerlijke stad                                       | Upp Rhen           |      |                   | Aangesloten bij Frankrijk in 1552 |
| Trauttmansdorff Vorst van Trauttmansdorff-Weinberg en Neustadt am Kocher, prinsgraaf van Umpfenbach, baron van Gleichenberg, Nogau, Burgau en Totzenbach, etc. | 1623: HRR graafschap 1805: HRR vorstendom              |                    |      |                   | 14de eeuw: eerste vermelding van de familie Verwerft Weinsberg en Neustadt |
| Trent (Trento / Trient) | c300: Bisdom 1027-1802: HRR prinsbisdom                | Aust               | EC   | 1027              | 14de eeuw: Aangesloten bij Beieren 1363: Bisschoppen geven het graafschap Tirol aan Rudolf IV van Oostenrijk 1419: Bisschop wordt aangesteld door de keizer 1425: Trente wordt een commune 1512: Oostenrijkse Kreits c1519: Bisschoppen verwerven de heerlijkheid Castelbarco en Rovereto 1578:Prinsbisdom verkrijgt opnieuw onafhankelijkheid To 1658: Trente en Brixen worden bestuurd door de familie Madruzzo 1658: Gegeven aan Sigismund Frans, Regent van Tirol 1662: Onder direct keizerlijk bestuur 1793: Raad van vorsten 1801: Geseculariseerd en aangesloten bij Oostenrijk 1803: Wordt een deel van Oostenrijk als deel van Tirol 1805: Aangesloten bij Beieren 1810: Aangesloten bij het Koninkrijk Italië 1813: Aangesloten bij Oostenrijk 1918: Aangesloten bij Italië |
| Triëst | 1295: Vrije keizerlijke stad                           |                    |      |                   | tot 1285: Bij het prinsbisdom van Trieste 1382: Accepteert Oostenrijks bestuur 1806-1813: Frans bestuur |
| Triberg | Heerlijkheid                                           |                    |      |                   | |
| Trier | c811: Aartsbisdom 1356: HRR keurvorst                  | El Rhin            | EL   | 771: Autonoom 898 | 898: Trier krijgt haar macht onder aartsbisschop Radbod van hertog Zwentibold van Lotharingen 1512: Keur-Rijnse Kreits 1803: Aangesloten bij Nassau-Weilburg |
| Tübingen | HRR graafschap                                         |                    |      |                   | |
| Turckheim (Turkheim) | Vrije keizerlijke stad                                 | Upp Rhen           |      |                   | Aangesloten bij Frankrijk in 1648 |
| Tyrol (Tirol) | 1140: Graafschap 1493: Prinsgraaf                      | Aust               | PR   | 10de eeuw         | 1363: Naar Habsburg 1512: Oostenrijkse Kreits 1582: HRR Raad van vorsten 1802: Prinsbisdom Trent geseculariseerd en aangesloten bij Tirol Dec. 1805: Trent, Tirol en Vorarlberg afgestaan aan Beieren |

A · B · C · D · E · F · G · H · I · J · K · L · M · N · O · P · Q · R · S · T · U · V · W · Z

vrije keizerlijke steden · keizerlijke abdijen